# Wiedey
Das Gewässer Wiedey, geläufiger unter der Bezeichnung Wiedey-Flüsschen, ist ein orografisch rechter Nebenfluss des Ölbaches in Nordrhein-Westfalen, Deutschland mit einer Länge von 8,3 km.

## Flussverlauf
Das Wiedey-Flüsschen entsteht östlich des Gütersloher Ortsteils Spexard auf dem neben der Anschlussstelle zur A 2 befindlichen Gelände der arvato AG. Das Gewässer fließt in südwestliche Richtung ab und
führt daraufhin durch die Wiesenlandschaft südlich des Spexarder Siedlungsbereiches. Nach Querung der Bundesautobahn 2 durchfließt das Wiedey-Flüsschen das Naturschutzgebiet Spexard. Nach der Querung der 11,26 ha großen Schutzfläche nimmt das Gewässer zunächst einen linksseitigen, 3,5 km langen namenlosen Zulauf 
auf; kurz darauf folgt ihm ein rechtsseitiger Zulauf, bei dem es sich um einen Verbindungsgraben zum nur unwesentlich weiter nördlich verlaufenden Knisterbach handelt. Anschließend überquert das Wiedey-Flüsschen die Stadtgrenze zu Rheda-Wiedenbrück, passiert dort ein Waldstück und mündet schließlich nördlich des Gutes Schledebrück in den 
Ölbach, kurz bevor dieser in die Wapel entwässert.

## Charakteristik
Beim Wiedey-Flüsschen handelt es sich um einen typischen Flachlandbach der Emssandebene mit einem geringen mittleren Sohlgefälle von nur 1,3 ‰ und einer dementsprechend geringer Fließgeschwindigkeit. Der Bach durchquert nahezu ausschließlich landwirtschaftlich geprägtes Gelände sowie im Unterlauf auch Waldgebiet, in dem das Gewässer eine weitestgehend naturnahe 
Mäandrierung aufweist. Da die Gewässersohle in einigen Bereichen zur Wiesenentwässerung ausgebaut wurde, ist in diesen Abschnitten jedoch ein eher grabenartiger Charakter vorherrschend. Der Unterlauf des Wiedey-Flüsschens wurde letztmals im Jahr 2009 auf seinen saprobiellen Zustand untersucht und erreichte im Ergebnis eine
mäßige Qualität.

## Etymologie
Der Name des Gewässers, der sich wohl aus dem niederdeutschen Begriff „Wide“ (Weide) ableitet, lautet zwar nach dem amtlichen Gewässerverzeichnis offiziell „Wiedey“, im regionalen Sprachgebrauch ist die Verwendung mit dem Anhängsel „Flüsschen“ jedoch weitaus verbreiteter. Ein ehemals genutzter Name für das Gewässer ist Flürt, der sich im Namen der Spexarder Straße „Zum Flürt“ bis heute erhalten hat.